# Zeit (canción)
«Zeit» (alemán: tiempo) es una canción del grupo alemán Neue Deutsche Härte Rammstein. Es la canción que da título a su octavo álbum de estudio del mismo nombre y fue lanzada como primer sencillo del mismo.

## Videoclip
La banda comenzó a publicar un video teaser tráiler el 8 de marzo en su página web y en su plataforma de redes sociales. El video musical de la canción se estrenó el 10 de marzo de 2022 a las 17:00 CET. Fue dirigido por el actor y músico Robert Gwisdek.

## Lista de temas
Todas las canciones escritas y compuestas por Rammstein. 
| N.º | Título                           | Duración |  |
| 1.  | «Zeit»                           | 5:21     |  |
| 2.  | «Zeit» (remix by Ólafur Arnalds) | 3:54     |  |
| 3.  | «Zeit» (remix by Robot Koch)     | 4:43     |  |